# Guam Frauenfußball-Liga 2018
Die Guam Frauenfußball-Liga 2018 ist die 16. Austragung der guamischen Fußballliga der Frauen. Die Liga wurde in Form der Frühlings- und der Herbst-Liga ausgetragen.

## Teilnehmer
| - Orange Crushers - Guam Shipyard - Quality Distributors - BOG Lady Strykers | - NAPA Lady Rovers - Heavy Hitters/NM Heat - ASC Islanders |

## Frühlings-Liga

### Reguläre Saison
| Pl. | Verein                | Sp. | S | U | N | Tore    | Diff. | Punkte |
| --- | --------------------- | --- | - | - | - | ------- | ----- | ------ |
| 1.  | Orange Crushers (M)   | 6   | 6 | 0 | 0 | 079:500 | +74   | 18     |
| 2.  | Guam Shipyard         | 6   | 4 | 0 | 2 | 023:110 | +12   | 12     |
| 3.  | Quality Distributors  | 6   | 4 | 0 | 2 | 022:120 | +10   | 12     |
| 4.  | BOG Lady Strykers     | 6   | 3 | 1 | 2 | 011:800 | +3    | 10     |
| 5.  | NAPA Lady Rovers      | 6   | 2 | 1 | 3 | 014:150 | −1    | 07     |
| 6.  | Heavy Hitters/NM Heat | 6   | 0 | 1 | 5 | 004:250 | −21   | 01     |
| 7.  | ASC Islanders         | 6   | 0 | 1 | 5 | 003:310 | −28   | 01     |

| Zum 6. Spieltag:                 |                                                         |
| Qualifikation zu den K.O.-Runden |                                                         |
|                                  |                                                         |
| Zum Saisonende 2016/17:          |                                                         |
| (M)                              | Amtierender Meister der Frühlings-Liga: Orange Crushers |

### Viertelfinale
|                      | Ergebnis |                                      |
| -------------------- | -------- | ------------------------------------ |
| BOG Lady Strykers    | 1:2      | NAPA Lady Rovers                     |
| Quality Distributors | 3:1      | Heavy Hitters/Nutrition Mission Heat |
| Guam Shipyard        | 13:10    | ASC Islanders                        |
| Orange Crushers      | -:-      | Freilos                              |

### Halbfinale
|                      | Ergebnis  |                  |
| -------------------- | --------- | ---------------- |
| Quality Distributors | unbekannt | Guam Shipyard    |
| Orange Crushers      | unbekannt | NAPA Lady Rovers |

### Finale
|                 | Ergebnis |               |
| --------------- | -------- | ------------- |
| Orange Crushers | 5:1      | Guam Shipyard |